# بیمارستان مراجع منطقه‌ای آروا
بیمارستان مراجع منطقه‌ای آروا (به انگلیسی: Arua Regional Referral Hospital) بیمارستانی همگانی در  اوگاندا است  و دارای ۲۷۸ تخت است.